# Sh2-15
Sh2-15 (nota anche come RCW 134) è una nebulosa a emissione visibile nella costellazione dello Scorpione.
Si individua nella parte orientale della costellazione, a circa 2° a SSE del centro galattico, nei pressi della stella HD 161840, di magnitudine 4,79; si estende per circa un grado in una regione oscurata da polveri interstellari, sul bordo di un ricco campo stellare. Il periodo più indicato per la sua osservazione nel cielo serale ricade fra giugno e novembre; trovandosi a declinazioni moderatamente australi, la sua osservazione è facilitata dall'emisfero australe.
Sh2-15 è una grande regione H II situata sul Braccio del Sagittario alla distanza di circa 1500 parsec (4890 anni luce); la principale responsabile della sua ionizzazione sarebbe la stella massiccia HD 161853, una stella blu di sequenza principale di classe spettrale O8V. La regione di formazione stellare cui appartiene è indicata con la sigla SFR 358.44-1.88; essa contiene una sorgente di radiazione infrarossa individuata dall'IRAS e catalogata come IRAS 17463-3128, cui è connesso un maser OH individuato nel 1994. Un secondo maser con emissioni CH3OH è stato individuato a breve distanza da esso.
Il catalogo di Avedisova riporta in associazione con questa regione di formazione stellare anche un ammasso di stelle denominato vdB-Ha 249; il database SIMBAD tuttavia indica che quest'oggetto coincide con Terzan 6, un piccolo e remoto ammasso globulare situato alla distanza di 12800 parsec (41700 anni luce) e avente un nucleo con un'elevata metallicità.
Sh2-15 appare in relazione con altre regioni H II situate nelle vicinanze, come Sh2-16, Sh2-17, Sh2-18, Sh2-19 e Sh2-20, tutte situate a 1500 parsec di distanza assieme all'ammasso aperto Cr 347; queste nebulose costituirebbero pertanto un'unica estesa regione di formazione stellare situata sul margine esterno del Braccio del Sagittario. Per un effetto di prospettiva, dalla Terra questa regione appare esattamente sovrapposta alla direzione del centro galattico.